# Sterknooppunt
Het sterknooppunt is een ongelijkvloers knooppunt van twee autosnelwegen. Een andere naam voor deze verkeerswisselaar is Maltezer kruis, vanwege de vorm van het knooppunt van bovenaf bekeken. Het eerste sterknooppunt ter wereld werd in 1953 geopend in Los Angeles. De stervorm wordt in Europa slechts spaarzaam aangelegd.
De acht verbindingsbogen hebben ruime boogstralen, zodat relatief kleine snelheidsverschillen optreden bij in- en uitvoegen. De kosten van dit type knooppunt zijn hoog door de viaducten en lange fly-overs maar het kan vergeleken met de andere typen een hogere verkeersintensiteit verwerken. Door de benodigde hoogte is het meer dan alternatieven een mogelijke NIMBY, een ongewenst project voor omwonenden. Een ster op de plaats van twee kruisende snelwegen vergt de bouw van een knooppunt in vier lagen, bij een T-kruising is dit een of twee lagen minder.
In de Verenigde Staten zijn aanmerkelijk meer van deze knooppunten voltooid. Een uitgebreide variant op het sterknooppunt ontstaat wanneer lokaal en doorgaand verkeer van elkaar gescheiden zijn en voor het lokale verkeer een apart niveau wordt gebouwd, dat als kruispunt fungeert. Dit levert een hoger sterknooppunt in vijf niveaus op, zoals bij de Tom Moreland Interchange, in de galerij afgebeeld, te zien is. Langs een ringweg van Houston, Beltway 8, worden veel zogenaamde Five Stacks gevonden.
Het enige voorbeeld van een compleet sterknooppunt in België en Nederland is het Prins Clausplein bij Den Haag. Knooppunt Ridderkerk bij Rotterdam kent vier niveaus, maar vormt geen compleet sterknooppunt. De Belgische verkeerswisselaars Groot-Bijgaarden en Machelen zijn een mengvorm van ster- en turbineknooppunt. Loncin heeft een aparte vorm: de rechtdoorgaande hoofdrijbanen van dit uitgerekte knooppunt zijn gesplitst, waardoor de verbindingsbogen atypisch gevormd zijn.
Voorbeelden van knooppunten in halve stervorm zijn:
| - Antwerpen-West - Batadorp - Benelux - Coenplein (noordelijke deel) - De Baars - De Hogt - De Nieuwe Meer - Ekkersweijer | - Hintham - Joure - Julianaplein - Neufchâteau - Princeville - Rottepolderplein (zuidelijke deel) - Terbregseplein - Zurich |

De knooppunten Antwerpen-West en Doornik laten zien dat bij het aanleggen van de verbindingsbogen ook gevarieerd kan worden. De zijde van in- en uitvoegen is hierdoor op sommige plaatsen bij deze knooppunten veranderd ten opzichte van de gebruikelijke halve ster.

## Galerij

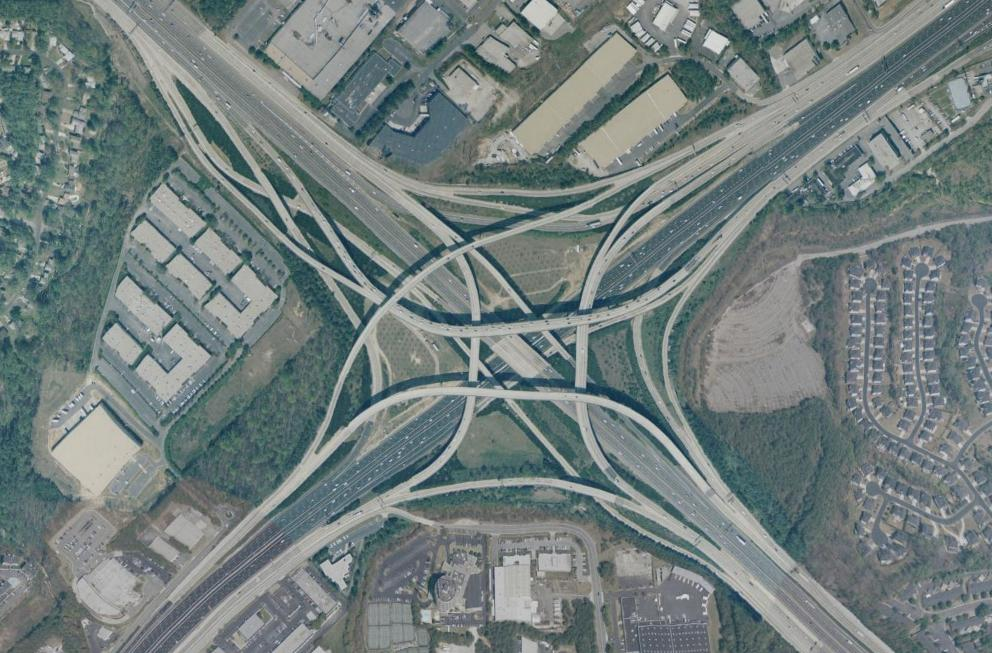
De Tom Moreland Interchange in Atlanta, Georgia, aan de I85 en I285
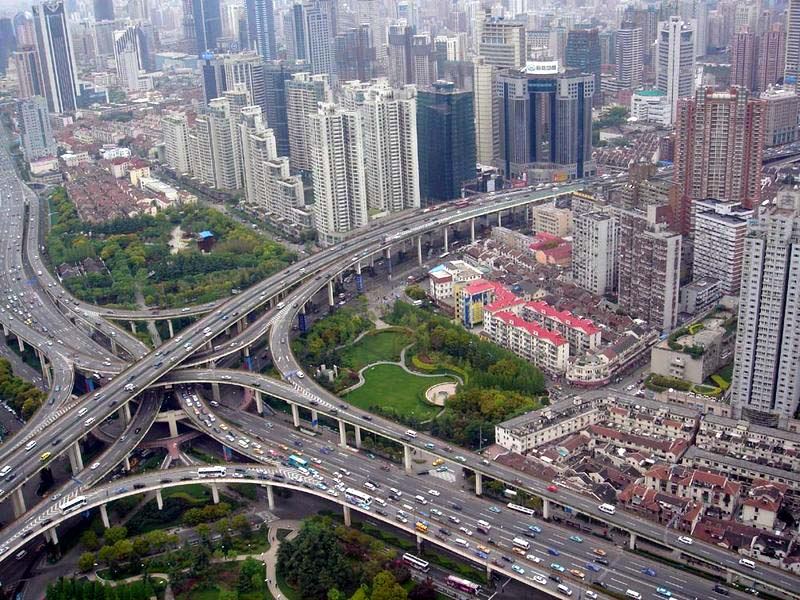
Sterknooppunt in Puxi, Shanghai. Merk op dat er loopbruggen voor voetgangers zijn.
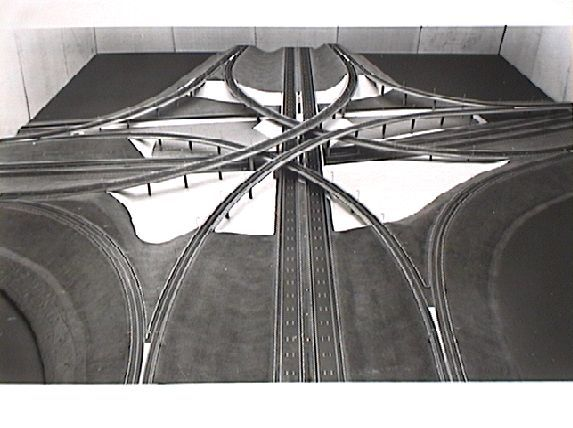
Ontwerpmaquette van het begin jaren tachtig gebouwde Prins Clausplein
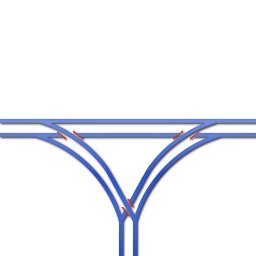
Een variant van het sterknooppunt (gerichte T-knoop), de verbindingsbogen verschillen qua aansluiting.
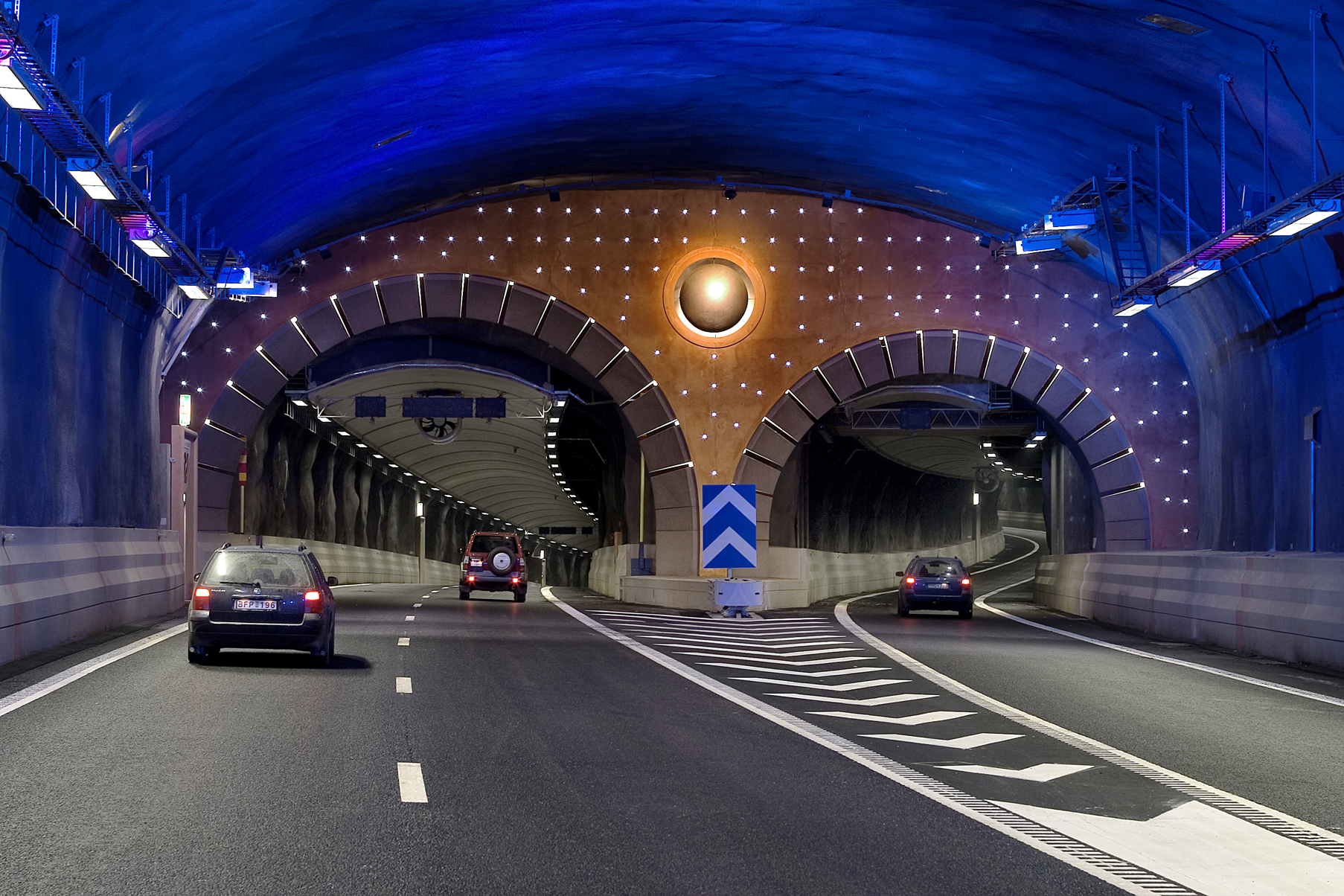
Ondergronds half sterknooppunt aan de zuidkant van Stockholm.
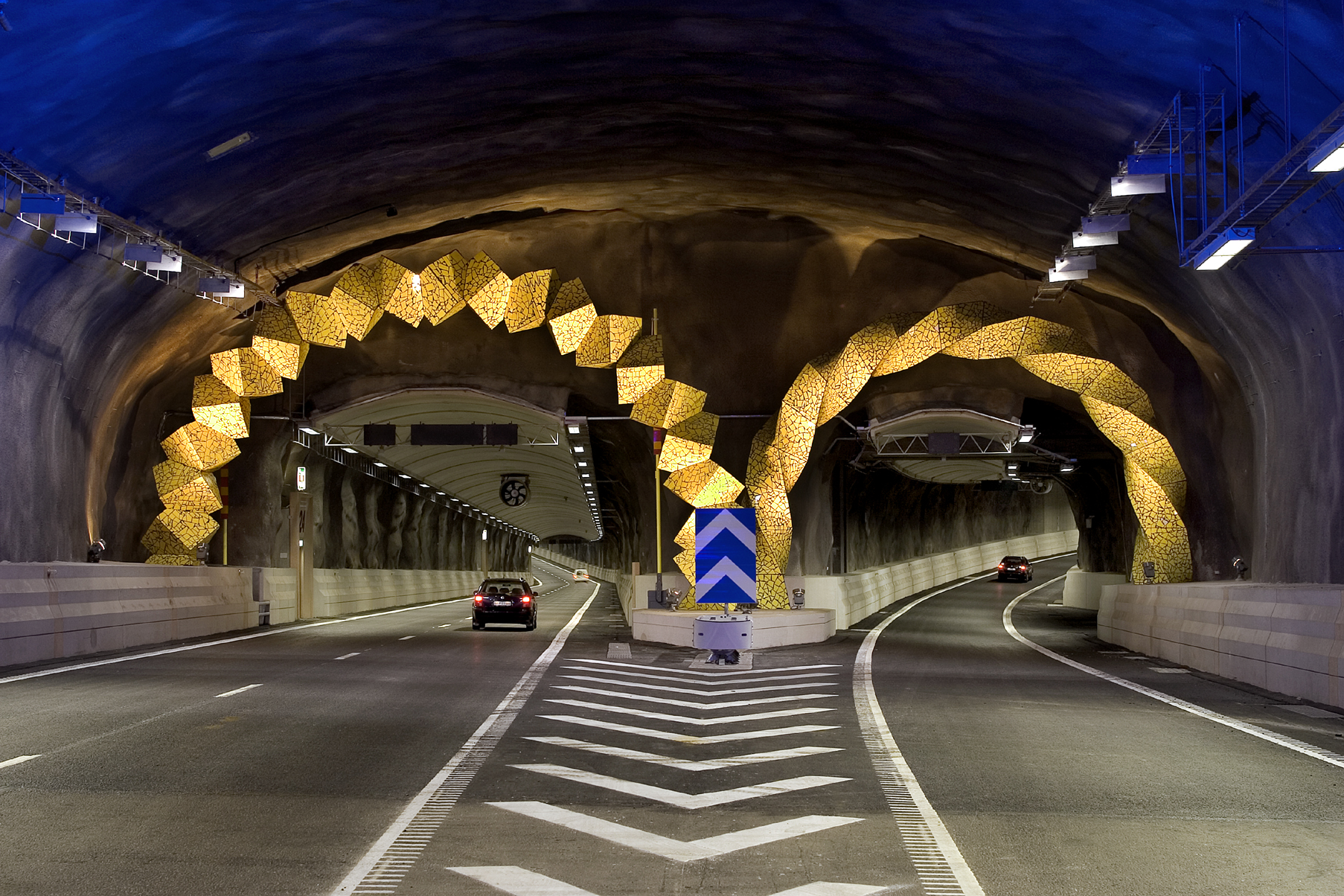
...onderdeel van Rijksweg 75, bijgenaamd Södra länken (zuidelijke link).